# 小河内村 (広島県)
小河内村（おがうちむら）は、広島県安佐郡にあった村。現在の広島市安佐北区の一部にあたる。

## 地理
太田川とその支流・小河内川の流域に位置していた。

## 歴史
- 1889年（明治22年）4月1日、町村制の施行により、沼田郡小河内村が単独で村制施行し、小河内村が発足[1][2]。
- 1898年（明治31年）10月1日、郡の統合により安佐郡に所属[1][2]。
- 1955年（昭和30年）3月31日、安佐郡鈴張村、飯室村、日浦村、久地村と合併し、町制施行し安佐町を新設して廃止された[1][2]。

## 産業
- 農業[2]

## 交通

### 鉄道
- 1954年（昭和29年）国鉄可部線布～加計間開通し小河内駅開設[2]。